# 迷人真小鯉
迷人真小鯉（學名：Cyprinella venusta）為輻鰭魚綱鯉形目雅羅魚科真小鯉屬的其中一種，分布於北美洲美國喬治亞州Suwannee河、佛羅里達州至德克薩斯州格蘭德河、伊利諾州南部及密蘇里州至路易西安那州的密西西比河、奧克拉荷馬州西部的紅河流域，本魚背部通常是黃橄欖色，側面是銀色的，帶有淡淡的藍色，尾鰭基部有一黑點，體長可達19公分，棲息在岩石或沙底質的急流河川或水塘底中層水域，以昆蟲、藻類為食，繁殖期在4至9月，雌魚在岩石裂縫或鵝卵石下產卵。

## 扩展阅读
維基物種上的相關：迷人真小鯉